# 能生白山神社
能生白山神社（のうはくさんじんじゃ）は、新潟県糸魚川市大字能生（のう）に鎮座する神社。式内社「奴奈川神社」の論社の一つである。正式名称は白山神社。

## 祭神
奴奈川姫命、伊佐奈岐命、大己貴命を祀る。奴奈川姫命は、糸魚川市を中心とする地域一帯で信仰されてきた女神である。『古事記』に記載されている大国主命との求婚談・婚姻談、国土経営のために大国主命と信濃に移った話などで知られている。古くは新潟県の西頸城郡一帯が奴奈川庄と呼ばれていた。
白山神社の周辺地域には奴奈川姫命に関する伝承・行事が多い。市内大字島道には、大沢嶽から流れる島道川（能生川の支流、旧名は布川ヌノカワとされる）から少し山側に入ったところに、奴奈川姫命の産所と伝えられる大きな岩穴がある。またその下流域の小見には、小見白山社があり、その祭神は、伊佐奈岐命、大己貴命、菊理姫命である。小見白山社縁起によれば、岩穴は大己貴命が高志（こし）の奴奈川姫命のところに婿入りしたときの館ともいう。大沢嶽には神道山（神道之峰）が連なっており、これは大国主命が求婚のため奴奈川姫命のもとに通った道として語り継がれている。山頂までは1088段の石段が続く。

## 歴史
戦前の「修繕奉賛会趣意書」では崇神天皇の11年11月初午の日に草創されたと伝えられている。
元正天皇の時代には、泰澄大師が深く崇拝し、仏像を安置し、社号を「白山権現」とした。寛弘年間（11世紀初頭）には加賀白山神社より分霊して旧社に合祀した。能生山泰平寺宝光院は、白山権現の別堂として栄え、一時は七堂伽藍を有し、75の末社と50余坊を置いていた。

## 祭祀
古くから言い伝えられている奴奈川姫命と大己貴命の神話をもとに行われる「能生奴奈川祭り」では、嫁入り行列、古代脱穀、精米の儀、もちつきが行われる。
春季大祭は毎年4月24日に行われ、地元では「能生祭り」として知られている。11曲の舞楽と獅子舞が舞われ、最後に行われる「陵王の舞」は初春の夕日を背景に真紅の衣が映える。舞楽は1973年（昭和48年）に国の記録作成等の措置を講ずべき無形の民俗文化財に選択され（選択無形民俗文化財）、1980年（昭和55年）に「能生の舞楽」として国の重要無形民俗文化財に指定された（「糸魚川・能生の舞楽」「白山神社舞楽」も参照）。

## 社殿
本殿は三間社流造杮葺、正面に一間の向拝を付ける。永正12年（1515年）に建造され、室町時代の特色を残す。1958年（昭和33年）に国の重要文化財に指定された。
宝物殿には重要文化財の木造聖観音立像（もくぞうしょうかんのんりゅうぞう）や、重要有形民俗文化財の船絵馬・船額等が収蔵されている。

## 境内
社叢である尾山（御山）はヒメハルゼミ生息地の北限といわれており、1996年（平成8年）には日本の音風景百選に選定されている。　

## 文化財
（件名後の括弧内は指定の種別と年月日）
重要文化財（国指定）
- 本殿 附棟札4枚（建造物、1958年（昭和33年）5月14日）
- 木造聖観音立像1躯（彫刻、1906年（明治39年）4月14日）

サクラ材の一木造、平安時代後期の作。頭上の髻（もとどり）周囲には十一面観音像にみられるような頭上面を植えつけていた痕跡がある。現状では肩から先の腕の部分は欠失しており、複数の腕を矧ぎ付けていた痕跡が残る。ただし、矧ぎ付け部の仕口は千手観音像のものとしては小さすぎ、もとは左右2臂ずつ、4臂を有する十一面観音像として造立されたものと推定される。十一面観音は2臂像が通例だが、白山の本地仏として造立された十一面観音像の中には4臂像の例がある。
重要有形民俗文化財（国指定）
- 能生白山神社の海上信仰資料97点（1987年（昭和62年）3月3日）

船絵馬・船額を含む。絵馬のもととなった船はハガセ船と呼ばれる。
重要無形民俗文化財（国指定）
- 能生の舞楽（1980年（昭和55年）1月28日）

天然記念物（国指定）
- 能生白山神社社叢（1937年（昭和12年）12月21日）
- 能生ヒメハルゼミ発生地（1942年（昭和17年）10月14日）

新潟県指定有形文化財
- 舞楽面4面 附1面（彫刻、1981年（昭和56年）3月27日）
- 銅造十一面観音立像1躯（彫刻、1981年（昭和56年）3月27日）
- 木造泰澄大師坐像1躯（彫刻、1981年（昭和56年）3月27日）
- 梵鐘1口（工芸品、1976年（昭和51年）3月31日）

糸魚川市指定有形文化財
- 拝殿（建造物、1994年（平成6年）7月22日）
- 神仏像群43躯（彫刻、1972年（昭和47年）5月12日）
- 古鏡2面（工芸品、1972年（昭和47年）5月12日）
- 紺紙金字一切経1巻（書跡、1972年（昭和47年）5月12日）
- 徳川家光朱印状11点（書跡、1984年（昭和59年）5月29日）
- 棟札1枚（歴史資料、1984年（昭和59年）5月29日）

## 現地情報
交通アクセス
- 能生駅より北東へ徒歩約20分

周辺
- 弁天岩（白山神社末社・厳島神社）
- 能生海水浴場